# Coupe d'Europe de beach soccer 2002
Navigation
2001 2003
L'Euro Beach Soccer Cup 2002 est la quatrième édition de cette compétition regroupant les huit meilleurs nations de beach soccer d'Europe. Elle se déroule à Barcelone (Espagne) du 15 au 17 février.
Pour la quatrième édition de suite, la finale voit s'opposer l'Espagne et le Portugal, se sont les lusitaniens qui l'emportent à nouveau et conservent leur titre.

## Nations participantes
- Angleterre

- France

- Allemagne

- Irlande
- Italie

- Portugal

- Espagne

- Suisse

## Déroulement
Huit équipes participent au tournoi qui se joue à élimination directe et commence aux quarts de finale avec des matchs de classement.

## Tournoi

### Quarts de finale
Les quarts de finale sont très semblables à ceux de l'édition précédente voyant à nouveau des oppositions Allemagne-France et Suisse-Portugal. L'Irlande et l'Angleterre, qui remplacent respectivement les Pays-Bas et la Turquie, affrontent comme leurs prédécesseurs l'Espagne et l'Italie.
Les qualifications sont identiques à part celle de la France qui prend sa revanche sur l'Allemagne.
| Date       | Équipe 1  | Résultat | Équipe 2   |
| ---------- | --------- | -------- | ---------- |
| 15 février | Allemagne | 4 - 7    | France     |
| 15 février | Espagne   | 11 - 0   | Irlande    |
| 15 février | Italie    | 5 - 2    | Angleterre |
| 15 février | Suisse    | 4 - 7    | Portugal   |

### Demi-finale
| Date       | Équipe 1 | Résultat | Équipe 2 |
| ---------- | -------- | -------- | -------- |
| 16 février | Espagne  | 8 - 7    | Italie   |
| 16 février | France   | 3 - 9    | Portugal |

### 5eà la8eplace
| Tour        | Équipe 1   | Résultat | Équipe 2  |
| ----------- | ---------- | -------- | --------- |
| Demi-finale | Angleterre | 11 - 3   | Irlande   |
| Demi-finale | Allemagne  | 9 - 6    | Suisse    |
| 7e place    | Suisse     | 10 - 6   | Irlande   |
| 5e place    | Angleterre | 5 - 2    | Allemagne |

### 3eplace
| 17 février 2002 | France | 9 - 6 | Italie | Barcelone, Espagne |  |
|                 |        |       |        |                    |  |

### Finale
| 17 février 2002 | Portugal | 2 - 1 | Espagne | Barcelone, Espagne |  |
|                 |          |       |         |                    |  |

## Classement final
| Place | Équipe     |
| ----- | ---------- |
| 1     | Portugal   |
| 2     | Espagne    |
| 3     | France     |
| 4     | Italie     |
| 5     | Angleterre |
| 6     | Allemagne  |
| 7     | Suisse     |
| 8     | Irlande    |